# Forever (2006)

Forever is een Nederlandse documentaire uit 2006 van regisseuse Heddy Honigmann over de Parijse begraafplaats Père Lachaise. De rolprent ging op 12 oktober 2006 in première.
Honigmann portretteert een aantal daar begraven beroemdheden als Honoré de Balzac, Frédéric Chopin , Jim Morrison en Oscar Wilde aan de hand van gesprekken met bezoekers van het graf. Daarnaast is er ook ruimte voor sfeerbeelden en gesprekken met familieleden van onbekende 'bewoners' van de necropool. Met archiefmateriaal van onder andere Maria Callas, Georges Mélies en Simone Signoret, de muziek van Frédéric Chopin en Michel Petrucciani en teksten van Marcel Proust wordt het geheel gecompleteerd.
De film beleefde zijn internationale première op het Internationaal filmfestival van San Sebastian en heeft in een korte tijd talloze nationale en internationale prijzen gewonnen. 

## Prijzen
- Kristallen Film - Nederland 2006
- Gouden Kalf - Beste Lange Documentaire, en  de Prijs van de Nederlandse filmkritiek.[1]Nederlands Film Festival 2006
- KNF prijs - Beste Film. Nederlandse Film Festival 2006
- Beste Nederlandse Film 2006 De Filmkrant
- Best Film Award - Navarra International Documentary Film Festival 2007
- Beste Lange Documentaire - Port Townsend Film Festival USA 2007